# Stema Andorrei

Stema Andorrei

Stema Andorrei există de mai multe secole, dar a fost oficializată în 1969. Sub scutul stemei este scrisă deviza națională al țării, Virtus Unita Fortior (în traducere din latină: „Virtutea unită este mai puternică”).

Secolul XIII-secolul XVI
1580-?
c.1800-1959
c.1870-1959
c.1800-1959
1931-1959
1959-1969
Coat of Arms of Andorra 1969-

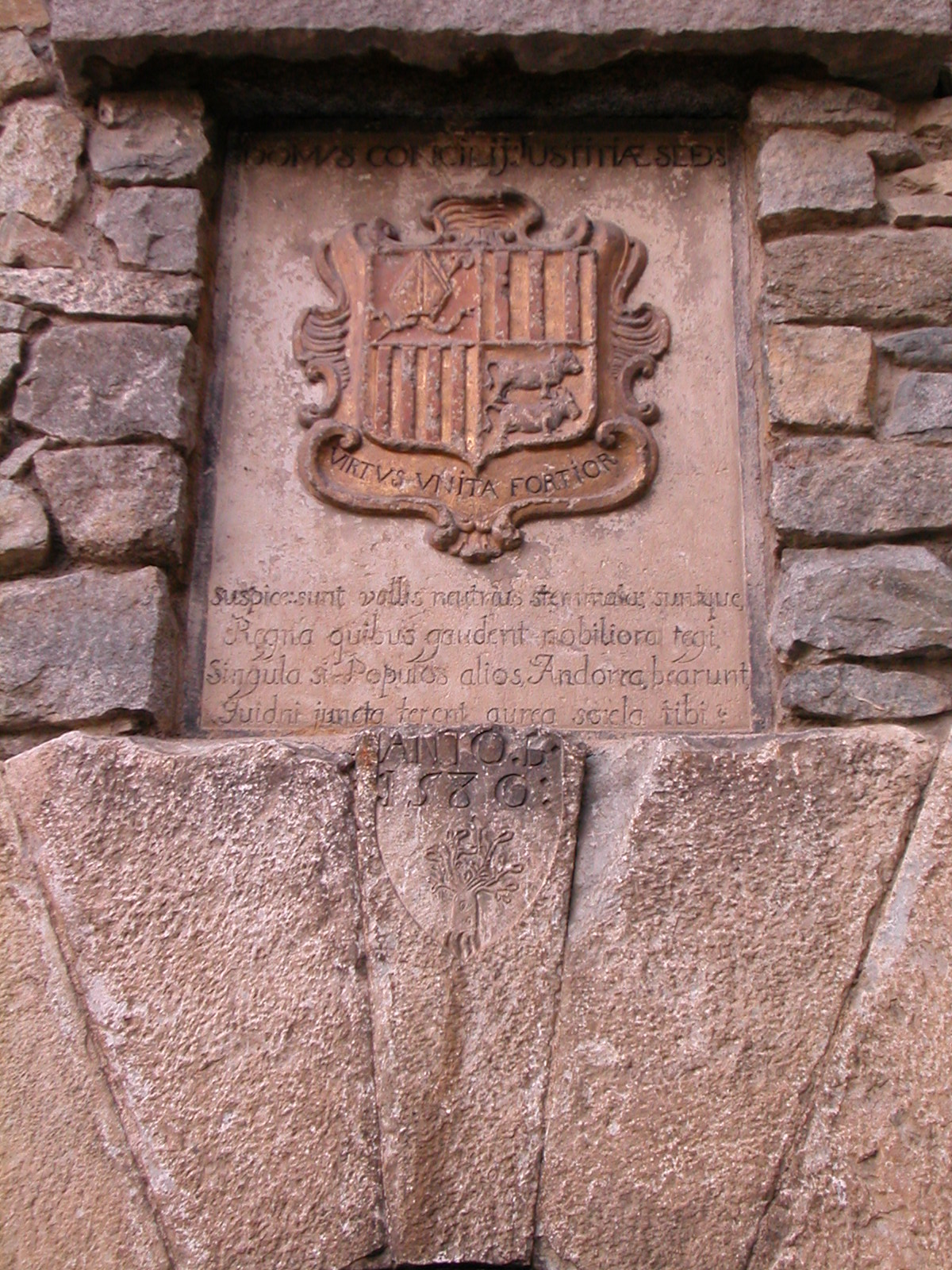
Stema Andorrei - basorelief pe clădirea parlamentului național din Andorra la Vella (1580)